# Kansmodel
In de kansrekening en de statistiek is een kansmodel een wiskundig model in de vorm van een kansverdeling. Een kansmodel wordt opgesteld aan de hand van de betrokken variabelen, door de stochastische variabelen. De in het model veronderstelde kansverdeling maakt het mogelijk uitspraken over de kans te doen dat een bepaalde gebeurtenis zal plaatsvinden. Steeds moet daarbij in de gaten worden gehouden dat de uitspraken vaak sterk afhankelijk zijn van de in het model gemaakte veronderstellingen.
Een eenvoudig kansmodel voor de lengteverdeling van de volwassen mannelijke bevolking in Nederland is de normale verdeling met geschikte verwachting en standaardafwijking. Aangezien het een discrete verdeling betreft, omdat de uitkomsten in centimeters worden gegeven, is het model een benadering van de werkelijkheid, maar toch kunnen de metingen goed worden gebruikt.